# 灰眶雀鹛
，是雀鹛科雀鹛属的一种，分布于缅甸、老挝、中国大陆、越南、泰国。该物种的保护状况被评为无危。
灰眶雀鹛体重约15.3克，翼长约60.9毫米，嘴峰长约12.3毫米，喙宽度约3毫米，喙厚度约3.8毫米，跗蹠长约19.2毫米，尾长约52.4毫米。灰眶雀鹛是部分迁徙的鸟类，其栖息在亚热带或热带的湿润低地林、亚热带或热带的高海拔疏灌丛和亚热带或热带的湿润山地林中，食性为杂食性，主要食物来源是陆生无脊椎动物。

## 亚种
- ：分布于中国中南部（湖北西部至湖南、四川和云南东北部）。
- ：分布于中国南部（云南和广西东南部）至越南西北部。[5]